# فرناندو كامبوس
فرناندو كامبوس (Fernando Campos) (مواليد 15 أكتوبر 1923) هو لاعب كرة قدم. يلعب مع منتخب تشيلي لكرة القدم. سبق له أن لعب في كأس العالم لكرة القدم مع منتخب بلاده.

## وصلات خارجية
- فرناندو كامبوس على موقع الاتحاد الدولي (مؤرشف)  (الإنجليزية)
- فرناندو كامبوس على موقع ناشيونال فوتبول تيمز (الإنجليزية)
- فرناندو كامبوس على موقع Soccerway.com (الإنجليزية)
- فرناندو كامبوس على موقع عالم كرة القدم.نت (الإنجليزية)